# Intelligenza e pregiudizio

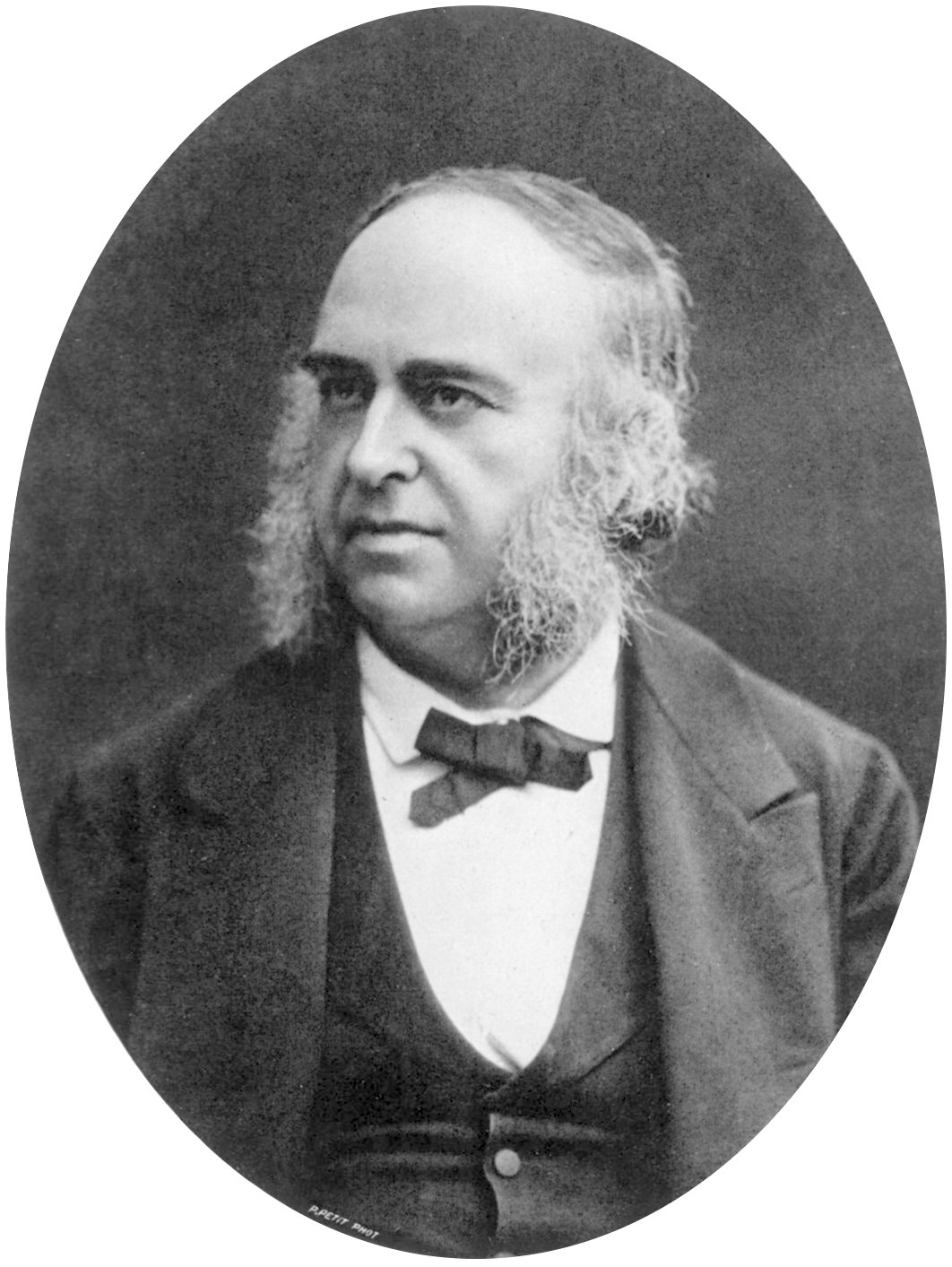
Paul Broca

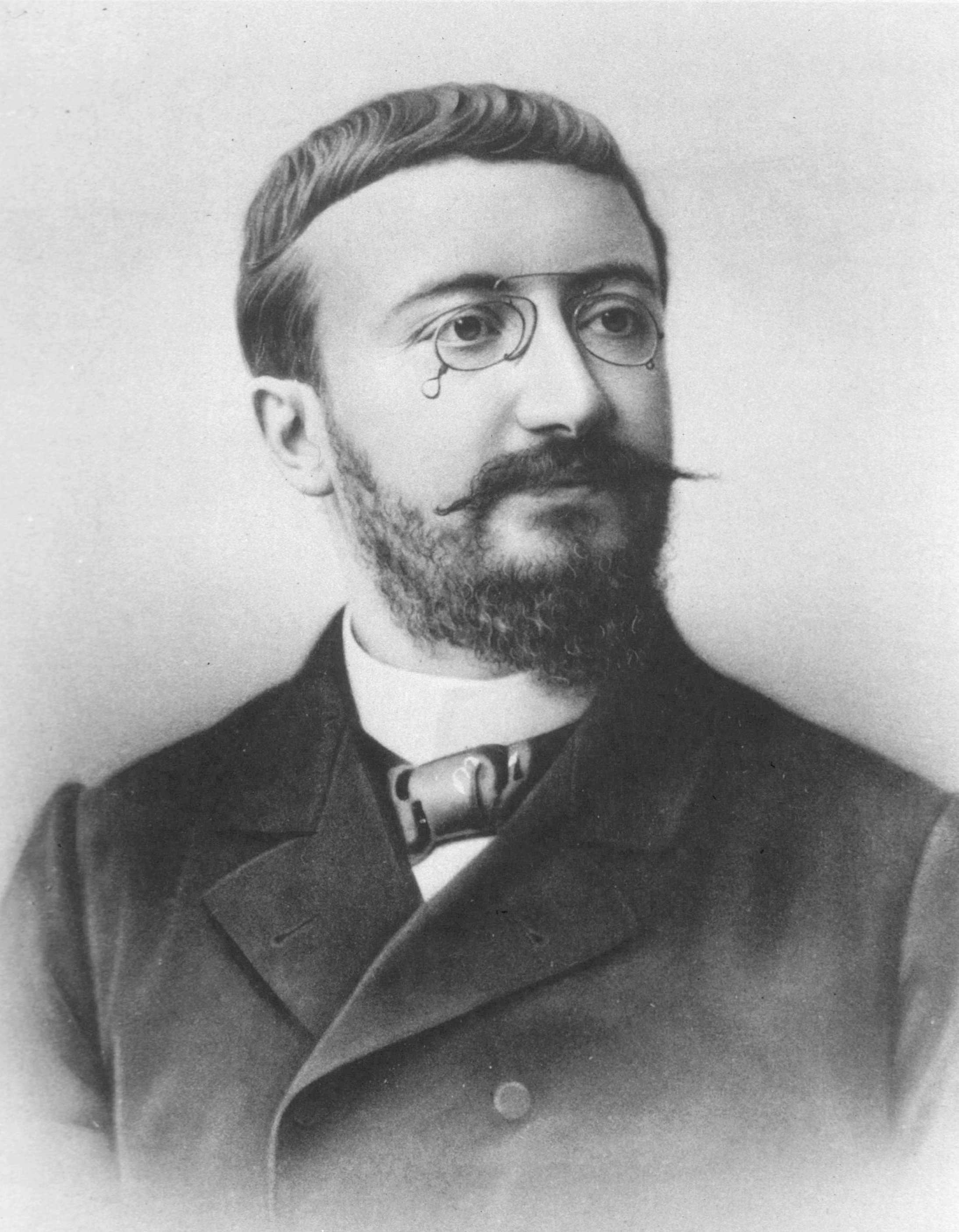
Alfred Binet

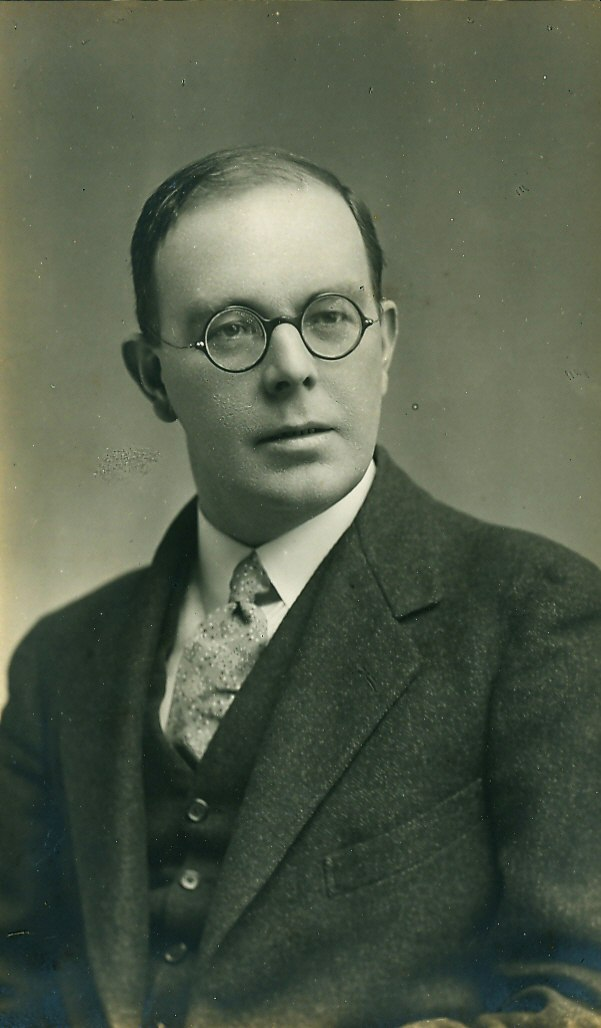
Cyril Burt

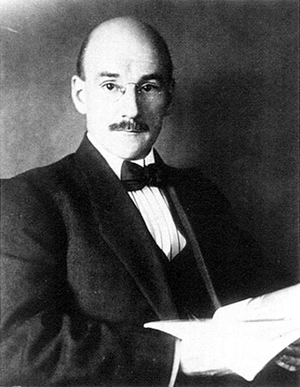
Henry H. Goddard

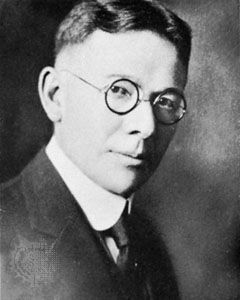
Lewis Madison Terman

Intelligenza e pregiudizio: contro i fondamenti scientifici del razzismo (titolo originale: The Mismeasure of Man, ossia «L'erronea misurazione dell'uomo») è un saggio del paleontologo e storico della scienza Stephen Jay Gould pubblicato in lingua inglese dapprima nel 1981 e successivamente, in una seconda edizione riveduta e ampliata, nel 1996. Il saggio ricostruisce la storia del determinismo biologico e mostra l'infondatezza degli argomenti portati a sostegno della diversità umana, in particolare quelli concernenti la misurazione di quell'entità ipotetica chiamata "intelligenza". Il saggio vinse il National Book Critics Circle Award nel 1981.

## Contenuto

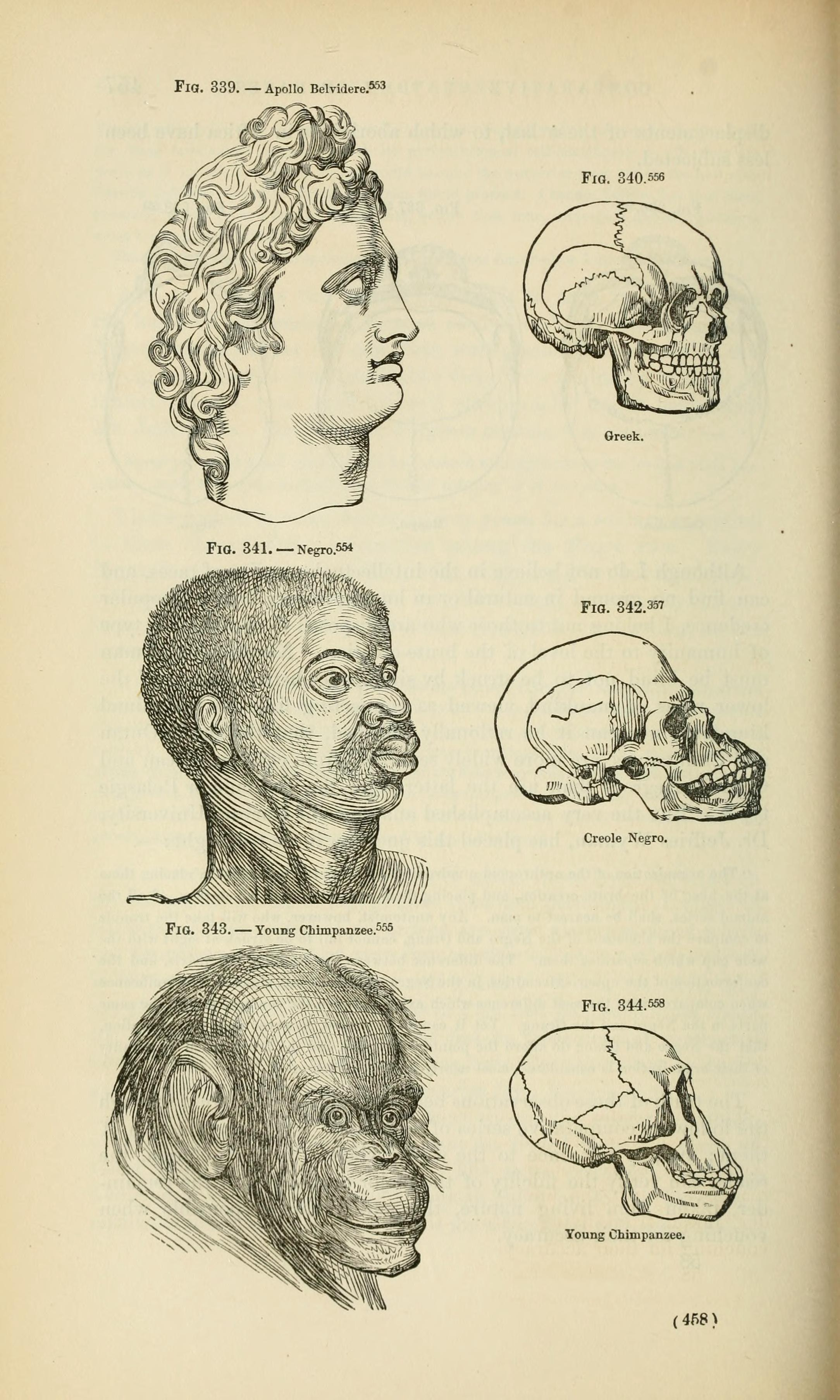
Immagine dal testo razzista di J.C. Nott e G.R. Gliddon, Indigenous races of the earth. Fig. 1 del saggio di Gould, il quale commenta: «Il cranio dello scimpanzé è falsamente gonfiato e la mascella del nero allungata, per dare l'impressione che i neri potevano essere classificati anche al di sotto delle scimmie antropomorfe»

Il determinismo biologico è quella teoria la quale «sostiene che le norme comportamentali comuni e le differenze sociali ed economiche tra i gruppi umani - in primo luogo razze, classi e sessi - derivano da distinzioni innate ereditate, e che la società, in questo senso, è un esatto riflesso della biologia». Da qui la «pretesa secondo cui il merito può essere assegnato agli individui e ai gruppi misurando l'intelligenza come una quantità globale». La misura dell'intelligenza, fatta in passato attraverso misurazioni craniometriche e successivamente attraverso la misurazione del quoziente di intelligenza (QI) e l'ipotesi del fattore di intelligenza generale (fattore g), è in realtà poco fondata in quanto si ipotizza «l'intelligenza come entità singola, la sua collocazione dentro il cervello, la sua quantificazione in un numero per ogni individuo e l'uso di questi numeri per classificare le persone in una singola serie di valore, per trovare invariabilmente che i gruppi oppressi e svantaggiati - razze, classi o sessi - sono innatamente inferiori e meritano il loro stato». La definizione di intelligenza è una conclusione «pseudoscientifica» fondata, per Gould, su "due errori profondi": la reificazione, ossia «la nostra tendenza a convertire concetti astratti in entità, a materializzarli», e la classificazione, ossia «la nostra tendenza a ordinare una variazione complessa in una scala ascendente». Il pregiudizio ideologico dei sostenitori del determinismo biologico dell'intelligenza e delle differenze razziali è stato dettato talora dall'ignoranza, ma in alcuni casi da una vera e propria frode scientifica.
La seconda edizione fu stimolata dalla pubblicazione, nel 1994, di "The Bell Curve", un saggio di Richard Herrnstein e Charles Murray in cui si riprendevano le tesi del razzismo scientifico.
Il testo suscitò grande interesse; la prima edizione vinse National Book Award per la saggistica, vendette oltre 250 000 copie negli Stati Uniti e fu tradotta dall'inglese in dieci lingue. In Italia nel 2006 ne fu tratto il lavoro teatrale "Senza misura" scritto e interpretato da Renata Coluccini con la regia di Simona Gonella

## Edizioni
- Stephen Jay Gould, The Mismeasure of Man, New York: W. W. Norton & Company Inc., 1981
- Stephen Jay Gould, Intelligenza e pregiudizio: le pretese scientifiche del razzismo, Roma: Editori riuniti; traduzione di Alberto Zani, Coll. Nuova biblioteca di cultura n. 260, 1985, 339 p.; 22 cm; ISBN 88-359-2809-5
- Stephen Jay Gould, Intelligenza e pregiudizio: le pretese scientifiche del razzismo, Roma: Editori riuniti; traduzione di Alberto Zani, Coll. I grandi, 1991, IX, 378 p.: ill.; ISBN 88-359-3438-9
- Stephen Jay Gould, The Mismeasure of Man, II ed., New York: W. W. Norton & Company Inc., 1996, 448 p.; ISBN 978-0-393-31425-0
- Stephen Jay Gould, Intelligenza e pregiudizio; traduzione di Alberto Zani, Coll. La cultura n. 530, Milano: Il saggiatore, 1998, 382 p.; ISBN 88-428-0585-8
- Stephen Jay Gould, Intelligenza e pregiudizio: contro i fondamenti scientifici del razzismo; traduzione di Alberto Zani, Coll. Tascabili n. 49, Milano: Il saggiatore, 2006, 382 p.: ill.; ISBN 978-88-565-0101-8